# Jungenschaft
Jungenschaft ist ein Begriff, der vor allem in der bündischen Jugendbewegung geprägt und verwendet wurde. Einerseits wurde damit innerhalb mancher Jugendbünde eine bestimmte Altersgruppe, in der Regel die der 11- bis 18-Jährigen, bezeichnet. Andererseits wurden mit dem Begriff bestimmte Vorstellungen bündischer Organisation verknüpft. Hermann Kügler prägte den Begriff 1920, um der Idee eines reinen Jungenwandervogels Ausdruck zu verleihen. Daran knüpften während der 1920er Jahre diejenigen Gaue an, die sich explizit als Jungenbünde verstanden. Eberhard Köbel, ebenfalls ein Anhänger der Jungenbundidee, griff den Begriff 1929 auf, konzipierte seine autonome Deutsche Jungenschaft vom 1. November 1929 (dj.1.11) aber programmatisch als eine Bewegung, welche die Jugendbewegung von innen her umgestalten und erneuern sollte. Die dj.1.11 wirkte über den Zweiten Weltkrieg hinaus stilbildend.

## Jungenschaft als Jungenbund
Als der Führer des Sachsengaues des Wandervogels, Hermann Kügler, aus dem Ersten Weltkrieg zurückkehrte, fand er den sächsischen Wandervogel in einer nach seinem Verständnis schlechten Verfassung vor. Er führte dies auf die Geschlechtermischung der Bünde zurück und strebte eine Trennung an. Der Wille führe zum Jungenbund, denn: „Der Sinn des Jungen geht zum Bund, das Trachten der Mädchen geht zu Paarung. Das aber zermürbt jeden Bund. Ein Bund kann nicht Keime in sich beherbergen, die notwendig seinen Verfall herbeiführen.“ Den Begriff Jungenschaft leitete Kügler dabei aus einer Analogie zum Begriff „Jungmannschaft“ ab, der in Schlesien Verwendung fand: Jungenbund → Jungenschaft. Für Kügler war Jungenschaft dabei kein theoretischer Begriff, sondern das tragende Element der bündischen Jugend, auf dem der größere Bund aufbauen sollte. Darin drückte sich eine Überzeugung aus, die in der Tat für die gesamte bündische Kultur konstituierend war, nämlich „die Überzeugung von einer durch nichts zu beeinflussenden sozialen Verschiedenheit der Geschlechter.“
Der Gau Sachsen war bereits im Oktober 1919 durch das Ausscheiden der Mädchen zum ersten reinen Jungengau im Wandervogel geworden. Aber Kügler war nicht der einzige im Alt-Wandervogel, der sich einen rein männlichen Jugendbund wünschte. Auf der Bundeswoche des Alt-Wandervogels vom 30. März bis 4. April 1920 in Bad Sachsa trennte sich der Bund in einen Jungen- und einen Mädchenbund. Nicht weil man die Frau für minderwertig halte oder sich auf Hans Blühers Standpunkt des Männerbundes stelle, so Bundesführer Ernst Buske, sondern weil man Jungen und Mädchen sich zu ihrem eigenen Besten getrennt entwickeln lassen wolle.

„Die Tatsachen liegen doch so, daß das Mädchen in ihrer Entwicklung weit früher reif wird als der Junge und daß das Mädchen daher dem Jungen, für den der WV zumeist die Entwicklungszeit bedeutet, geistig durchweg überlegen ist, woraus dann die große Gefahr der geistigen Beeinflussung durch das Mädchen erwächst. Und diese Gefahr ist größer und weittragender, als man allgemein annimmt, ist doch unsere ganze Kultur, nicht zum mindesten durch den ungeheuren Einfluß der Frau, in ein derartig unfruchtbares Stadium gekommen, daß von der Kultur eigentlich nicht mehr gesprochen werden kann. Unser ganzes Leben ist verweiblicht und verweichlicht.“

Die Historikerin Marion De Ras argumentiert, dass es der wachsende Einfluss der Mädchen gewesen sei, der es für Jungen und Männer im Wandervogel notwendig gemacht habe, Jugendbewegung und Jungenbewegung gleichzustellen und die Mädchen als die andere Kategorie zu definieren. Der Erste Weltkrieg habe innerhalb des Wandervogels einen Einstellungswandel bewirkt. Die Kriegsteilnehmer wollten die Vorkriegssituation wiederherstellen, als zumindest die Führungspositionen der Bünde männlich dominiert waren. Zugleich habe die Dolchstoßlegende den Eindruck hervorgerufen, dass Verweichlichung die Niederlage hervorgerufen habe. Ernst Buske habe letztlich nur eine Überzeugung deutlich artikuliert, die bereits zuvor sublimiert vorhanden gewesen sei, nämlich dass Mädchen kein Recht hätten, im Wandervogel zu sein.
Es gab jedoch auch Widerspruch, hauptsächlich aus den Gauen Berlin, Bayern und Schwaben, was zur weiteren Zersplitterung des Altwandervogels beitrug. Auf der Bundesvertreterversammlung in Naumburg am 23. und 24. Oktober 1920 etwa spaltete sich Küglers Gau Sachsen ab. Am 1. Januar 1921 gründeten die Gruppen, welche die Trennung von den Mädchen ablehnten, den Deutsch-Wandervogel auf dem Hanstein. Kügler wiederum gehörte am 30. März 1921 zu den Gründern des Wandervogel-Jungenbundes, in welchem sich die Jungengaue Sachsen, Harz-Elbe und Baden zusammenschlossen. Er wurde zugleich der erste Führer des neuen Bundes. Ende 1921 schloss sich auch die Schlesische Jungenschaft unter Hans Dehmel dem Bund an.
1922/23 näherten sich die verschiedenen Bünde wieder an. So schlossen sich die verschiedenen Jungenbünde Altwandervogel, Wandervogel-Wehrbund, Wandervogel-Jungenbund und Schlesischer Wandervogel-Jungenbund im August 1923 wieder zusammen und nahmen den Namen Wandervogel-Deutsche Jungenschaft an. Unter der Führung Buskes wurde der Name Alt-Wandervogel, Deutsche Jungenschaft angenommen. Verhandlungen mit dem Bündnis freier Wandervögelbünde scheiterten 1925 noch an der Mädchenfrage. Nach dem Zusammenschluss des Alt-Wandervogels, Deutsche Jungenschaft und des Großdeutschen Pfadfinderbundes Anfang 1926 trat auch der Wandervogel-Deutscher Jugendbund dem neuen Bündnis bei, nachdem zugesagt worden war, auch Mädchen einzubeziehen. Dieser neue Bund nannte sich Bund der Wandervögel und Pfadfinder, später Deutsche Freischar. Auch in anderen Bünden wie dem Jungnationalen Bund fand der Begriff Jungenschaft Verwendung, um sich zur Idee des Jungenbundes zu bekennen.
Innerhalb der Deutschen Freischar bezeichnete Jungenschaft die Altersstufe der 11- bis 18-Jährigen. Die 18- bis 25-Jährigen waren in der Jungmannschaft zusammengefasst, die noch Älteren in der Mannschaft. Die einzelnen Stufen sollten in sich selbständig sein und eigene Gesetze haben. Zugleich sollten nach dem Konzept des Lebensbundes möglichst Angehörige der Jungmannschaft die Jungenschaften leiten.

## Eberhard Köbel und die „autonome Jungenschaft“
In allen Bünden der Jugendbewegung gab es radikale Anhänger des Jungenschaftsgedankens. In der Deutschen Freischar war es besonders Eberhard Köbel, der sich für die Idee einer einheitlichen großen deutschen Jungenschaft begeisterte und zugleich einen „Aufstand der Jungen“ betrieb. Am 1. November 1929 gründete er zunächst in der Form einer Verschwörung innerhalb der Deutschen Freischar die dj.1.11. Nach dem überraschenden Tod des Bundesführers Ernst Buskes und der eigenmächtigen Selbstausrufung Köbels zum Führer der südlichen Bünde der Deutschen Freischar, wurde Köbel am 4. Mai 1930 aus der Deutschen Freischar ausgeschlossen. Die dj.1.11 konstituierte sich daraufhin als eigenständiger Bund.
Köbel wählte den Begriff der „autonomen Jungenschaft“, weil er Anhänger der Idee eines reinen Jungenbundes war und sich zugleich von der Idee des „Lebensbundes“ distanzieren wollte. Er kritisierte die Einbeziehung aller Lebensalter in den Bünden und argumentierte, die Jungmannschaft der Älteren bevormunde die Jungen und vernachlässige deren Lebensformen. Dadurch stellte er die Definition von Jugend als eine Phase der Vorbereitung auf den Mann in Frage. Darüber hinaus lehnte Köbel eine frühe ideologische Festlegung, bei den Bündischen meist im völkisch-nationalen Sinn, ab, um dem freien Bemühen der Jungen um ihre Weltanschauung Raum zu geben.

„Man kann sich nur einer Sache hingeben: entweder der Idee des Lebensbundes oder der Jungenschaft. Der Jungenschaftsführer gehört ganz und gar der Jungenschaft.  Mit dem Augenblick, in dem ihm die Jungenschaft nicht mehr genügt, nicht mehr allein wichtig ist, ist er kein Bubenführer mehr, sondern Jugendpfleger, Erzieher, zu einer Idee, zu der Idee des Lebensbundes.“

Köbels Überzeugung, dass der Jungenschaftsidee revolutionäres Potential eigne, entsprang der Vorstellung eines „Ordens“, dem die Mitglieder mit Leib und Seele angehörten. Ungeachtet der anarchistischen Komponente ging es ihm nach Marion de Ras um eher konservative Ideale, deren Wurzeln er bei den Naturvölkern gesehen habe. Es habe sich bei Köbel auch nicht um eine Frage des Verstandes gehandelt, sondern um eine „religiöse Urfrage“ und „universale Wahrheit“.

## Jungenschaft bis heute
Die dj.1.11 gilt als „die wohl wichtigste Gruppe für die Herausbildung des bündischen Gegenmilieus“ während des Nationalsozialismus. Auch deshalb wirkte die dj.1.11 stilbildend für die Entwicklung der Jungenschaften bis heute. Kurz nach dem Ende des Zweiten Weltkriegs bildeten sich verschiedene Jungenschaftskreise, die mehr oder weniger an die Tradition der dj.1.11 anknüpften. Bekannt wurde etwa die 1946 von Walter Scherf (Fahrtenname tejo) gegründete Göttinger Jungenschaft. Wie bei vielen dieser Neugründungen bestand diese Gruppe hauptsächlich aus ehemaligen Angehörigen des Jungvolks, was lange Zeit zu einer Ablehnung durch Jungenschaftskreise führte, die Wurzeln im jungenschaftlichen Widerstand gegen die Nationalsozialisten hatten.
1946 vereinigten sich einige Jungenschaften (Bremen, Göttingen, Hildesheim, Lüneburg, Verden/Aller, Wolfenbüttel und Hannover) zur Deutschen Jungenschaft. Zum Jahreswechsel 1948/1949 wurde Walter Scherf zum Bundesführer gewählt. Bereits Mitte 1949 zog er sich allerdings zurück. Der Bund wurde von Michael Jovy, Hans-Jochen Zenker und Gerhard Rasche weitergeführt. 1951 gründete Klaus-Jürgen Citron aus der Deutschen Jungenschaft heraus die Neue Deutsche Jungenschaft, diese Neugründung wurde allerdings von den meisten Führern der Deutschen Jungenschaft nicht unterstützt und bestand nicht lange. Sie ging 1954 in der „Jungenschaft im Bund“ auf, Jovy, Zenker und Rasche ließen ihrerseits den Namen deutsche jungenschaft als Verein eintragen, um den Namen zu schützen.
Die Idee der eigenständigen Jungenschaft wurde beibehalten:

„Es gilt, unter Wahrung des bündischen Erbes zu neuem Inhalt und zu neuen Formen des Jungenlebens durchzustoßen. So soll es werden: wer zur Jungenschaft im Bund gehört, soll ausgezeichnet, nicht abgezeichnet sein. Wir haben die feste Zuversicht, daß das gelingt. Voraussetzung hiefür ist ebenso die unantastbare Eigenständigkeit der Jungenschaft wie ihr Im-Bund-Sein mit Menschen, die auf ihrem Weg durch den Jungenbund die entscheidende Prägung ihres Lebens erfahren haben und sich hierzu bekennen. Deshalb sind die Verbündeten der Jungenschaft keine ‚Ehemaligen‘, sondern ‚Gegenwärtige‘, die mit ihrer Persönlichkeit für die Lauterkeit des Anliegens und die Echtheit des Bündnisses bürgen und die ihr Wissen und Können in dessen Dienst stellen.“

Johannes Ernst Seiffert versuchte 1953 mit dem dj.1.11-Bund noch unmittelbarer an Koebels dj.1.11 anzuknüpfen, indem er diese Jungenschaft deutlich auf dessen Vorstellungswelt, Formen und Inhalte ausrichtete. Außerdem existierten als Neugründungen bzw. als Fortführung alter Gruppen autonome Horten und Hortenringe wie das am 1. November 1959 gegründete Kartell deutscher Jungenschaften und der dj.1.11-hortenring im Rhein/Ruhr-Gebiet (1963 dem dj.1.11-Bund beigetreten).
Der eher der Deutschen Freischar vor 1933 als der Vorkriegsjungenschaft ähnelnde Bund deutscher Jungenschaften – BdJ entstand 1960 aus der Jungentrucht und der Jungenschaft im Bund (die aus Teilen der Deutschen Freischar, der Gefährtenschaft und der Neuen Deutschen Jungenschaft bestand und sich bereits 1954 gegründet hatte). Der BdJ verstand sich als ein gegenwartsbezogener und vielseitiger Bund und entfaltete besonders im Zuge des Meißnerlagers 1963 großen überbündischen Einfluss. Der BdJ öffnete sich Mädchen und Erwachsenen bis hin zu gemischten Gruppen. Auch in Gruppen des dj.1.11-Bundes gab es Mädchen; alle anderen Nachkriegsjungenschaften behielten die Idee des reinen Jungenbundes bei.
Neben einigen, nicht sehr mitgliederstarken Jungenschaftsbünden, die sich in unterschiedlichem Ausmaße in der Nachfolge von dj.1.11 sehen, verwenden Bünde wie die Deutsche Freischar, der Deutsche Pfadfinderbund oder der Pfadfinderbund Kreuzfahrer den Begriff Jungenschaft weiterhin als Bezeichnung für Gruppen oder Altersstufen. Auch in der kirchlichen, vorwiegend der evangelischen Jugendarbeit und im CVJM hat sich der Begriff der Jungenschaft für Jungengruppen erhalten. Allerdings haben diese Gruppen größtenteils andere Wurzeln als dj.1.11. Daneben gibt es einige christliche (meist evangelische) Jungenschaften, die sich selbst durchaus in der Tradition der dj.1.11 sehen. Allerdings wird von Kritikern eingeworfen, dass eine konfessionelle Bindung mit dem Autonomieideal von dj.1.11 nicht in Einklang zu bringen sei.